# Michal Wawrzyniak
Pour les articles homonymes, voir Wawrzyniak.
Michal Wawrzyniak  est un footballeur français né le 28 octobre 1922 à Katowice en Pologne et mort le 7 juin 2005.

## Carrière
De 1946 à 1949, il évolue aux Sports réunis Colmar, d'abord en D2, puis en Division 1, où il joue 34 matchs.
Après le dépôt de bilan de son club, il part au Racing Club de Strasbourg, où il restera jusqu'en 1952, et jouera 81 rencontres de première division.
Il finit sa carrière au FC Perpignan, où il joue 59 matchs de division 2, marquant un but.

## Clubs
- 1946-1949 :  Sports réunis Colmar
- 1949-1952 :  Racing Club de Strasbourg
- 1952-1954 :  FC Perpignan

## Palmarès
- Vainqueur de la Coupe de France en 1951 avec le Racing Club de Strasbourg